# Contração muscular

As fibras musculares em posições relaxada (acima) e contraída (abaixo)

Contração muscular (AO 1945: contracção muscular) é um processo fisiológico característico das fibras musculares que corresponde a capacidade de gerar tensão com a ajuda de um neurônio motor. Na contração muscular, a actina desliza sobre os filamentos da miosina, que conservam seus comprimentos originais. A contração se inicia na faixa ansiotrópica, ou A, onde a actina e a miosina se sobrepõem.

## Contrações
Para músculos estriados, toda a contração (excluindo reflexos) ocorre como um resultado do esforço consciente originários no cérebro. O cérebro envia sinais, na forma de potenciais de ação, através do sistema nervoso para o neurônio motor que inerva várias fibras musculares. No caso de alguns reflexos, o sinal de contrato pode ter origem na medula espinhal, por meio de um ciclo de realimentação com a matéria cinzenta. Músculos involuntários, tais como o coração ou músculos lisos no intestino e no contrato de sistema vascular como um resultado da atividade do cérebro não consciente ou estímulos endógenos para o próprio músculo. Outras ações, como a locomoção, respiração e mastigação tem um aspecto de reflexo para eles: as contrações podem ser iniciadas consciente ou inconscientemente.
As contrações musculares podem ser dividas em:
- Contração reflexa - ato involuntário de movimento muscular mas de músculos somáticos voluntários;
- Contração tônica - contração mantida mesmo quando o músculo está "relaxado", este tipo de contração ajuda na manutenção da postura, por exemplo, do pescoço, no tônus dos dedos;
- Contração isotônica dividida ainda em:
  - contração concêntrica - é o tipo de contração muscular no qual os músculos encurtam durante a geração de força;
  - contração excêntrica - ocorre quando o músculo alonga enquanto está sob tensão devido a uma força externa maior que a força gerada pelo músculo. Em vez de mover a junta na direção da contração, o músculo age desacelerando o movimento de forma controlada;
- Contração isométrica - nesta contração o músculo gera força sem alterar o comprimento muscular, mas com uma tensão maior do que o tônus muscular.